# Amager Islanders
Amager Islanders var et ishockeyhold med hjemmebane i Kastrup Skøjtehal på Amager, der fungerede som eliteoverbygning på amatørklubben Amager Ishockey Club, og som blev drevet af Elite Ishockey Amager ApS. Klubben blev stiftet i maj 2009 og spillede indtil 2018 i 1. division i ishockey.
I perioden 2009-16 spillede klubben under navnet Amager Ishockey og opnåede sin bedste placering i sæsonen 2014-15, hvor den blev nr. 2 i grundspillet i 1. division i ishockey og tabte med 0-3 i kampe til Rødovre SIK i slutspilsfinalen. I 2016 blev den relanceret med nyt logo under navnet Amager Islanders. I sin første sæson under dette navn vandt klubben grundspillet i 1. division, men endte slutspillet på fjerdepladsen efter semifinalenederlag til Rødovre SIK med 1-3 i kampe og nederlag i bronzekampen til Gladsaxe Bears. Året efter vandt holdet kun én kamp og sluttede sidst i 1. division, hvilket satte en stopper for den elitesatsning, eftersom holdet blev trukket ud af ligaen, og moderklubben Amager Ishockey Club overgik til udelukkende at stille amatørhold.
Elite Ishockey Amager ApS blev opløst efter konkurs den 30. juli 2019.